# Ijiel Protti
Ijiel César Protti (31 gennaio 1995) è un calciatore argentino, attaccante del Tigre.

## Caratteristiche tecniche
È un'ala destra.

## Carriera
Cresciuto nelle giovanili del Rosario Central, ha esordito il 7 giugno 2015 in occasione del match pareggiato 1-1 contro l'Independiente.

## Statistiche

### Presenze e reti nei club
Statistiche aggiornate al 17 aprile 2018.
| Stagione        | Squadra           | Campionato      | Campionato | Campionato | Coppe nazionali | Coppe nazionali | Coppe nazionali | Coppe continentali | Coppe continentali | Coppe continentali | Altre coppe | Altre coppe | Altre coppe | Totale | Totale | Totale |
| Stagione        | Squadra           | Comp            | Pres       | Reti       | Comp            | Pres            | Reti            | Comp               | Pres               | Reti               | Comp        | Pres        | Reti        | Pres   | Reti0  |        |
| --------------- | ----------------- | --------------- | ---------- | ---------- | --------------- | --------------- | --------------- | ------------------ | ------------------ | ------------------ | ----------- | ----------- | ----------- | ------ | ------ | ------ |
| 2015            | Rosario Central   | PD              | 1          | 0          | CA              | 0               | 0               |                    | -                  | -                  |             | -           | -           | 1      | 0      |        |
| 2016            | Rosario Central   | PD              | 3          | 0          | CA              | 0               | 0               | CL                 | 1                  | 0                  |             | -           | -           | 4      | 0      |        |
| 2016-2017       | Talleres (C)      | PD              | 0          | 0          | CA              | 0               | 0               |                    | -                  | -                  |             | -           | -           | 0      | 0      |        |
| 2017-2018       | Chacarita Juniors | PD              | 6          | 0          | CA              | 0               | 0               |                    | -                  | -                  |             | -           | -           | 6      | 0      |        |
| Totale carriera | Totale carriera   | Totale carriera | 10         | 0          |                 | 0               | 0               |                    | 1                  | 0                  |             | -           | -           | 11     | 0      |        |